# قائمة زملاء الجمعية الملكية المنتخبين في 1710
هذه الصفحة تعرض قائمة زملاء الجمعية الملكية المُنتخبين لعام 1710.

## الزملاء
- جوشوا بارنز
- Giovanni Poleni [الإنجليزية]‏
- جون ماكن